# مینرا
مینرا (به انگلیسی: Minera) یک منطقهٔ مسکونی در بریتانیا است که در Wrexham County Borough واقع شده‌است. مینرا ۱٬۶۱۷ نفر جمعیت دارد.